# Kazuki Egashira
Kazuki Egashira (江頭 一輝 Egashira Kazuki?, nacido el 13 de mayo de 1997 en Yamaguchi) es un exfutbolista japonés que se desempeñaba como centrocampista.
El 28 de enero de 2020 anunció su retirada a los 22 años de edad.

## Trayectoria

### Clubes
| Club                         | País  | Año         |
| ---------------------------- | ----- | ----------- |
| Oita Trinita                 | Japón | 2016 - 2020 |
| Suzuka Unlimited FC (cedido) | Japón | 2017        |
| Grulla Morioka (cedido)      | Japón | 2018 - 2019 |

## Estadística de carrera

### J. League
| Club           | Año   | J. League | J. League | Copa J. League | Copa J. League | Total | Total |
| Club           | Año   | Part.     | Goles     | Part.          | Goles          | Part. | Goles |
| -------------- | ----- | --------- | --------- | -------------- | -------------- | ----- | ----- |
| Oita Trinita   | 2016  | 0         | 0         | -              | -              | 0     | 0     |
| Grulla Morioka | 2018  | 20        | 1         | -              | -              | 20    | 1     |
| Total          | Total | 20        | 1         | 0              | 0              | 20    | 1     |